# I. Kálmán bolgár cár
I. Kálmán vagy Kaliman (1232 – 1246 augusztusa) bolgár cár 1241-től haláláig.
Édesapját, II. Iván Aszent követte a trónon. Uralkodása alatt vonultak vissza a tatárok Horvátországból Szerbián és Bulgárián át Oroszországba, és alatta tett IV. Ince pápa sikertelen kísérleteket a bolgárokat katolizálására. 1246-ban meghalt Kálmán, állítólag a bizánci császár kémei mérgezték meg. Utódja II. Mihály lett.

## Lásd még
- Az Aszen-ház családfája
- Bolgár cárok családfája

| Előző uralkodó: II. Iván Aszen | Bulgária cárja 1241 – 1246 | Következő uralkodó: II. Mihály |